# د. راي وايت
د. راي وايت (بالإنجليزية: D. Ray White)‏ هو راقص أمريكي، ولد في 17 أبريل 1927 في مقاطعة بوون في الولايات المتحدة، وتوفي في 1985 في Prenter, West Virginia ‏ في الولايات المتحدة.